# Athetis improbabilis
Athetis improbabilis là một loài bướm đêm trong họ Noctuidae.